# Орган Краусса
Орган Краусса — специализированный орган, который свойственен крылатым представителям саранчовых из семейства Pamphagidae. Располагается по бокам второго тергита брюшка (практически под слуховым отверстием за задними тазиками). У полностью бескрылых видов памфагид орган Краусса отсутствует.
Впервые был обнаружен и описан Крауссом (Krauss) в 1878 году.
Орган Краусса имеет вид немного приподнятой над поверхностью тела пластинки неправильной формы. На ней имеются развитые разнообразные выпуклые поперечно проходящие морщинки, бугорки. Орган развит в одинаковой степени как у имаго (взрослых насекомых), так и у личинок. При помощи трения о него задними бедрами насекомые и личинки могут производить шипящие звуки.
Краусс, впервые описавшего его, предполагал, что при его помощи насекомые воспроизводят призывные сигналы. Однако, данная теория неоднократно подвергались сомнениям, так как данный орган развит не только у имаго, но и у личинок.
Русский энтомолог Иосиф Порчинский предполагал, что звуковые сигналы, создаваемые насекомыми при помощи органа Краусса, используются в целях устрашения врагов, так как воспроизведением звуков обладают не только взрослые особи, но и их личинки. Данная теория до сих пор не опровергнута, но и не подтверждена.